# Andronikos Palaiologos (Thessaloniki)

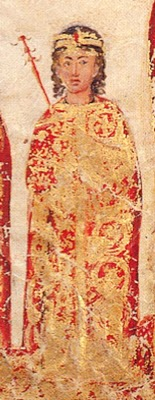
Andronikos Palaiologos als Kind im Despotenornat. Detail aus einer zeitgenössischen Miniatur im Louvre

Andronikos Palaiologos (mittelgriechisch Ἀνδρόνικος Παλαιολόγος, als Mönch Akakios; * 1400 in Monemvasia; † 4. März 1429 wohl in Konstantinopel) war ein byzantinischer Despot und letzter Statthalter von Thessaloniki.

## Leben
Andronikos war der dritte Sohn von Kaiser Manuel II. und Helena Dragaš; sein Großvater mütterlicherseits war der serbische Fürst Konstantin Dragaš. Die späteren Kaiser Johannes VIII. und Konstantin XI. waren ebenso seine Brüder wie Theodoros II. Palaiologos, Demetrios Palaiologos und Thomas Palaiologos, die als Despoten in Morea herrschten. Er hatte mehrere Kinder, darunter den 1419 als Despoten erwähnten Johannes.
Zum Zeitpunkt von Andronikos’ Geburt war Manuel II. auf einer mehrjährigen Auslandsreise, um bei den europäischen Fürsten um Beistand im Kampf gegen den osmanischen Sultan Bayezid I. zu werben. Der Junge überstand als Kleinkind eine schwere Krankheit, die seinen ältesten Bruder Konstantin das Leben kostete; er wurde danach aber zeitlebens nie mehr vollständig gesund.
Nach dem Tod seines kinderlos gestorbenen Cousins Johannes VII. wurde Andronikos im Herbst 1408 noch im Kindesalter in den Rang eines Despoten erhoben und als neuer kaiserlicher Statthalter im „Thema“ Thessaloniki eingesetzt; die Apanage bestand damals nur noch aus der Stadt und ihrem unmittelbaren Umland. Bis zu seiner Volljährigkeit um 1415 stand er unter der Aufsicht des Generals Demetrios Leontares.
Als Andronikos’ älterer Bruder Johannes VIII. 1422 für den schwer kranken Manuel II. die Staatsgeschäfte in Konstantinopel übernahm, sah sich Byzanz einem zunehmend feindseligen Osmanischen Reich gegenüber. Der neue Sultan Murad II., der 1422 erfolglos Konstantinopel belagerte, verhängte im folgenden Jahr eine Blockade über Thessaloniki. Angesichts der massiven militärischen Bedrohung und eines schweren Lepraleidens trat Andronikos – gegen Widerstände im orthodoxen Klerus und in Teilen der Bevölkerung – in Verhandlungen mit den Venezianern auf Negroponte ein. Sie nahmen Thessaloniki am 13. September 1423 gegen die Zahlung von 50.000 Dukaten in Besitz und konnten die Stadt noch sieben Jahre gegen die Türken halten.
Der abgedankte Despot lebte zunächst zusammen mit seinem Sohn Johannes in Mantineia auf der Peloponnes. Wegen seiner Krankheit zog er sich bald als Mönch unter dem Namen Akakios nach Konstantinopel in das Pantokratorkloster (nach anderen Quellen in das Vatopedi-Kloster auf dem Athos) zurück. Erblindet und durch Elephantiasis entstellt, starb er dort am 4. März 1429. 